# Hedwig Lachmann

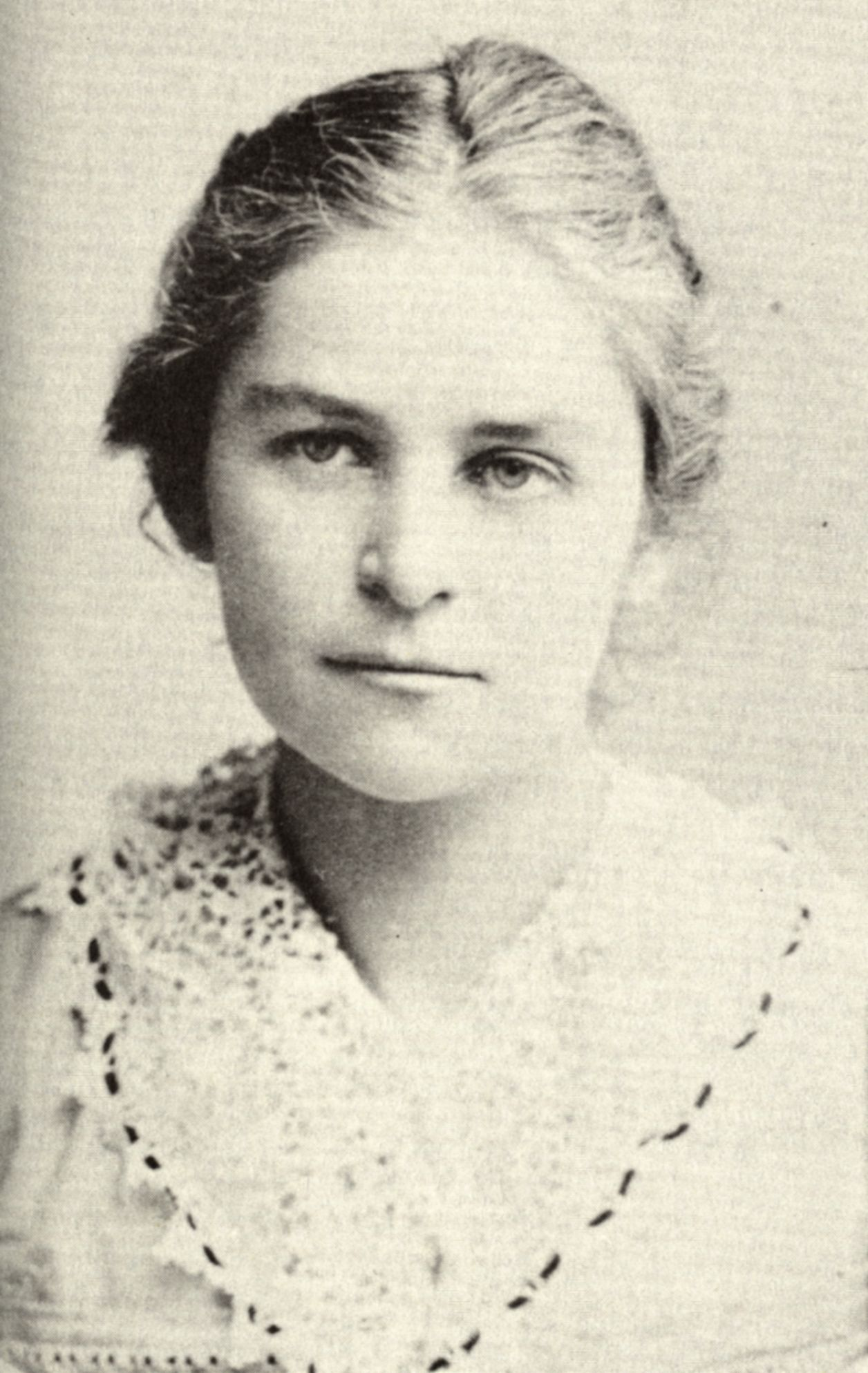
Hedwig Lachmann

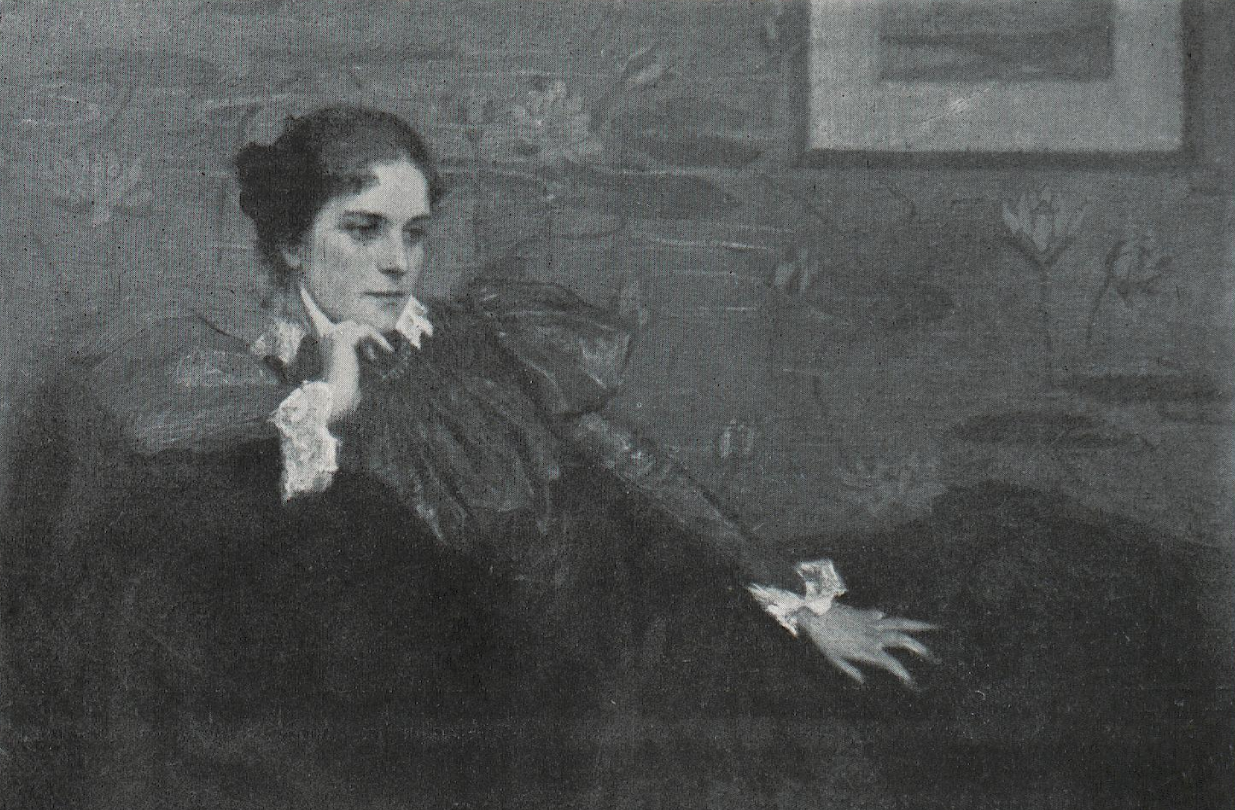
Julie Wolfthorn: Bildnis der Schriftstellerin Hedwig Lachmann

Hedwig Lachmann, verehelichte Landauer, (geboren 29. August 1865 in Stolp, Provinz Pommern; gestorben 21. Februar 1918 in Krumbach) war eine deutsche Schriftstellerin, Übersetzerin und Dichterin.

## Leben
Hedwig Lachmann war das älteste von sechs Kindern des Kantors Isaak Lachmann (1838–1900) und der Wilhelmine (Minna), geborene Wohlgemuth (1841–1917). Nachdem sie ihre Kindheit in Stolp und anschließend sieben Jahre in Hürben, heute Stadtteil der Stadt Krumbach (Schwaben), verbracht hatte, bestand sie fünfzehnjährig ihr Examen als Sprachlehrerin in Augsburg. Zwei Jahre später war Hedwig Lachmann Erzieherin in England. 1885 ließ sie sich in Dresden nieder.
Lachmanns Leben gestaltete sich weiterhin abwechslungsreich. Nur zwei Jahre später arbeitete sie als Erzieherin und Sprachlehrerin in Budapest. Im Jahr 1889 zog sie nach Berlin. Dort erschienen erstmals Übersetzungen von ihr im Verlag des Bibliographischen Bureaus (Ungarische Gedichte und Ausgewählte Gedichte von Edgar Allan Poe). Von 1889 bis kurz vor ihrem Tod 1917 hielt sie Kontakt zum Friedrichshagener und zum Pankower Dichterkreis.
Im Jahre 1892 begegnete Hedwig Lachmann zum ersten Mal Richard Dehmel; es begann eine langjährige Freundschaft. Ihrem zukünftigen Ehemann Gustav Landauer begegnete Lachmann zum ersten Mal 1899 bei einer Lesung im Haus von Dehmel. Im Jahr darauf starb ihr Vater.
Im Frühjahr 1901 begann ihr „Herzensbündnis“ mit Gustav Landauer, im September desselben Jahres emigrierten sie gemeinsam nach England. Im selben Jahr gab der österreichische Dichter Anton Lindner ihre Übersetzung von Oscar Wildes Salome heraus, die zur Textgrundlage von Richard Strauss’ gleichnamiger Oper wurde.
Ein Jahr später kehrten beide nach Berlin zurück und die gemeinsame Tochter Gudula kam zur Welt. Noch im selben Jahr wurden Gedichte und Nachdichtungen Lachmanns veröffentlicht. Im März 1903 ließ sich Gustav Landauer von seiner ersten Ehefrau scheiden, um Hedwig Lachmann im Mai 1903 zu heiraten.
Im Jahr 1905 veröffentlichte Lachmann eine Oscar-Wilde-Monographie. Bereits ein Jahr später wurde ihre zweite Tochter Brigitte geboren. Richard Dehmels Kriegsbegeisterung beim Ausbruch des Ersten Weltkriegs im August 1914 führte dazu, dass Lachmann ihm die Freundschaft aufkündigte.
Im Jahr 1917 starb Hedwig Lachmanns Mutter in Krumbach; die Familie Landauer übersiedelte unter anderem wegen der schlechten Ernährungslage nach Krumbach. Am 21. Februar des Jahres 1918 starb Hedwig Lachmann an einer Lungenentzündung und wurde auf dem Jüdischen Friedhof Krumbach beigesetzt. Im folgenden Jahr gab der Witwer ihre Gesammelten Gedichte im Verlag Gustav Kiepenheuer heraus.
Ihre Tochter Brigitte Landauer war die Mutter des amerikanischen Filmregisseurs Mike Nichols.

## Werke

### Gedichte
- Im Bilde (Gedichte und Nachdichtungen), 1902
- Vertraut und fremd und immer doch noch ich (Gedichte, Nachdichtungen, Essays), 2003

Postume Ausgaben:
- Gesammelte Gedichte, 1919
- Vertraut und fremd und immer doch noch ich. Gedichte, Nachdichtungen und Essays, 2003

### Übersetzungen
- aus dem Englischen:
  - Sir Thomas Malory – König Arthur und die Ritter der Tafelrunde (1913); Original: Le Mort d’Arthur (1485)
  - Werke von Oscar Wilde, u. a.:
    - Das Bildnis des Dorian Gray (1909, mit Gustav Landauer, mehrfach nachgedruckt)

  - Werke von Edgar Allan Poe
  - Werke von Rabindranath Tagore
    - Das Postamt (ca. Anfang 20. Jahrhundert, mit Gustav Landauer, mehrfach nachgedruckt)[2]
    - Der König der dunkeln Kammer (ca. Anfang 20. Jahrhundert, mit Gustav Landauer, mehrfach nachgedruckt)[3]

- aus dem Ungarischen:
  - Ungarische Gedichte, 1891
  - Werke von Sándor Petőfi
- aus dem Französischen:
  - Werke von Honoré de Balzac
  - Werke von Oscar Wilde:
    - Salomé (1901, Richard Strauss benutzte diese Übersetzung für das Libretto seiner Oper Salome)